# Georg Friedrich Treitschke
Georg Friedrich Treitschke (tyska:[tʀaɪtʃkə]), född 29 augusti 1776 i Leipzig, Kurfurstendömet Sachsen, Tysk-romerska riket, död 4 juni 1842 i Wien, Österrike, var en tysk librettist, översättare och lepidopterist.

## Biografi
Treitschkes far, affärsmannen Daniel Friedrich Treitschke önskade att Georg Friedrich också skulle göra en kommersiell karriär och skickade honom 1793 för vidareutbildning i Schweiz. I Zürich blev han bekant med predikanten och poeten Georg Gessner  som bekräftade hans förkärlek för poesi och teater. År 1797 återvände han till Leipzig, där han först arbetade som köpman. Efter faderns död 1799 ägnade han sig dock helt åt att skriva.
År 1800 kom Treitschke till Wien Hofoper. Från 1809 till 1814 var han rektor för Wiens Theater an der Wien. Han skrev mestadels libretton för Paul Wranitzky, Adalbert Gyrowetz och C. Weigl (Weisenhaus, The Orphanage), och översatte många franska operor till tyska. År 1814 ändrade han librettot av Fidelio på Ludwig van Beethovens begäran.
Genom sin vänskap med skådespelaren och entomologen Ferdinand Ochsenheimer (1767-1822), som han träffat 1797 i Leipzig, uppmuntrades Treitschkes intresse för fjärilar. Från 1808, när han efter en sjukdom ordinerades vila och frisk luft, blev han Ochsenheimers följeslagare på många entomologiska utflykter, och blev medförfattare till verket Die Schmetterlinge von Europa  (Band 1-4, 1807-1816) och gav sedan själv ut volymer 5-10 (1825-1835) efter Ochsenheimer död. Hans entomologiska verk gavs ut under namnet "Friedrich Treitschke".
Auktorsnamnet Treitschke kan användas för Georg Friedrich Treitschke i samband med ett vetenskapligt namn inom zoologin; se Wikipedia-artiklar som länkar till auktorsnamnet.

## Entomologiska verk
- Treitschke, F. med Ochsenheimer, F. (1825): Die Schmetterlinge von Europa, Band 5/1. - Leipzig (Fleischer). XVI + 414 S.
- Treitschke, F. (1825): Die Schmetterlinge von Europa, Band 5/2. - Leipzig (Fleischer). 447 + [1] S.
- Treitschke, F. (1826): Die Schmetterlinge von Europa, Band 5/3. - Leipzig (Fleischer). IV + 419 + [1] S.
- Treitschke, F. (1827): Die Schmetterlinge von Europa, Band 6/1. - Leipzig (Fleischer). VIII + 444 S.
- Treitschke, F. (1828): Die Schmetterlinge von Europa, Band 6/2. - Leipzig (Fleischer). 319 S.
- Treitschke, F. (1829): Die Schmetterlinge von Europa, Band 7. - Leipzig (Fleischer). VI + 252 S.
- Treitschke, F. (1830): Die Schmetterlinge von Europa, Band 8. - Leipzig (Fleischer). VIII + 312 S.
- Treitschke, F. (1832): Die Schmetterlinge von Europa, Band 9/1. - Leipzig (Fleischer). VIII + 272 S.
- Treitschke, F. (1833): Die Schmetterlinge von Europa, Band 9/2. - Leipzig (Fleischer). 284 S.
- Treitschke, F. (1834): Die Schmetterlinge von Europa, Band 10/1. - Leipzig (Fleischer). X + 286 S.
- Treitschke, F. (1835): Die Schmetterlinge von Europa, Band 10/2. - Leipzig (Fleischer). [2] + 340 S.
- Treitschke, F. (1835): Die Schmetterlinge von Europa, Band 10/3. - Leipzig (Fleischer). [4] + 302 S.
- Treitschke, F. (Hrsg.) (1840-1843): Naturhistorischer Bildersaal des Thierreiches. Nach William Jardine. Vorwort von K. Vogel. 4 Bände. - Pesth und Leipzig (Hartleben). Ca. 770 S., 180 Taf. (360 Abb.).
- Treitschke, F. (1841): Naturgeschichte der EUROPÄISCHEN Schmetterlinge. Schwärmer und Spinner. - Pesth (Hartleben). [9] + XIV + [2] + 222 S., Frontispiz, 30 Taf.